# TP-Link

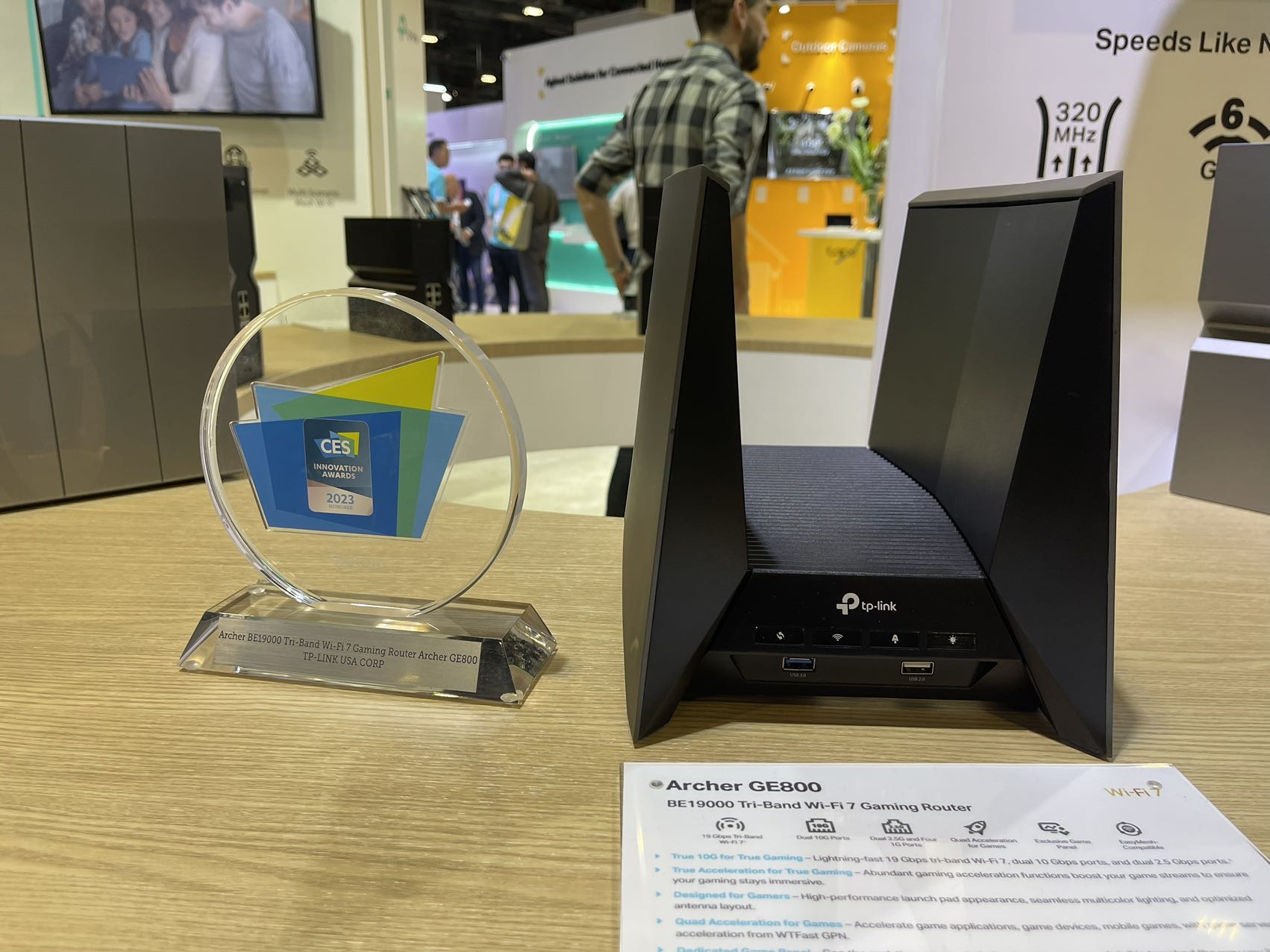
TP-Link GE800 Wi-Fi 7電競路由器

TP-Link又名聯洲，是一家专注于网络通信领域设备和解决方案的供应商，同时也是全球销量最高的路由器品牌之一。该公司于1996年在中国创立，并于2022年从中国TP-LINK（普联技术）分拆出来，目前总部位于美國。

## 历史
电信设备制造商TP-Link由赵建军和赵佳兴兄弟于1996年创立，最初是为了生产和销售他们开发的网卡。公司名称来源于亚历山大·格拉汉姆·贝尔发明的“双绞线”（Twisted Pair）概念，这种布线方式可以减少电磁干扰，公司名称中的“TP”就代表了这一点。
TP-Link在2005年开始了其首次国际扩张。2007年，公司搬迁至位于深圳市高科技产业园区的新总部和大楼，占地面积达10万平方米。美国聯洲分公司则成立于2008年。
2016年9月，TP-Link发布了新的标识和口号“可靠智能”。随着公司业务扩展到智能家居产品领域，新标识旨在将公司描绘成一个“生活方式”导向的品牌。
2022年，TP-Link Corporation开始与中国TP-LINK Technologies Co., Ltd.（TP-LINK）分拆。分拆后，TP-Link Corporation 在所有股权和所有运营方面（例如劳动力、研发、生产、营销和客户服务）成为一个独立实体。
2024年5月，TP-Link宣布完成公司重组，总部位于美国和新加坡。

## 业务范围

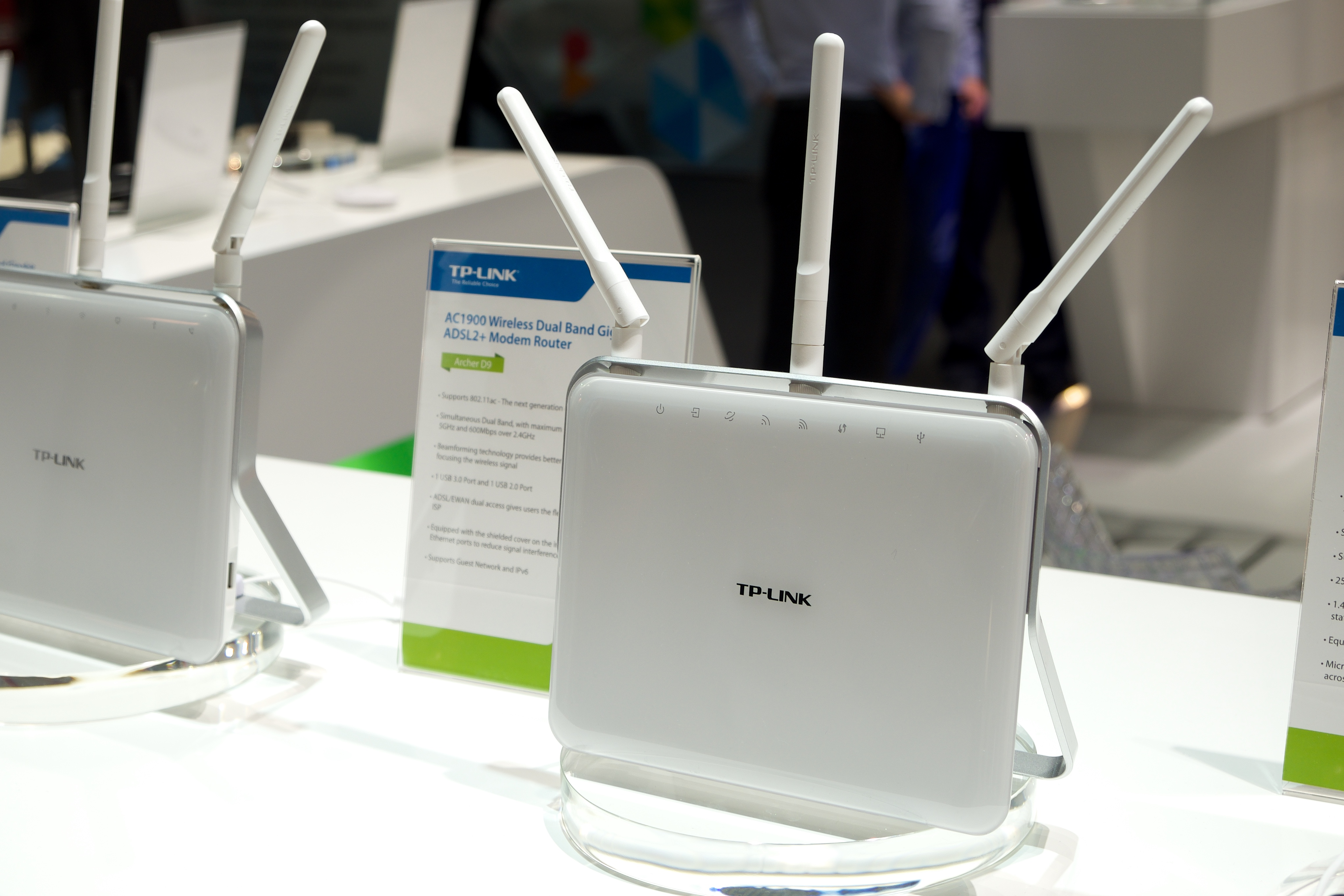
TP-LINK AC1900雙頻千兆無線路由器（內建ADSL2+數據機）

TP-Link产品包括高速电缆调制解调器、无线路由器、移动电话、ADSL、中继器、交换机、IP摄像机、电力线通信、打印服务器、媒体转换器、无线适配器、移动电源、USB集线器、智能家居设备和家用机器人。TP-Link还为Google制造了OnHub路由器。TP-Link旗下的Kasa Smart和Tapo产品线生产智能家居设备。
2016年，TP-Link為旗下的手機部門另立新品牌Neffos。
TP-Link通过全球多个销售渠道进行销售，包括传统零售商、在线零售商、批发商、直接市场转销商（DMR）、增值转销商（VAR）和宽带服务提供商。

## 争议
2024年5月，印度政府发出警告，称TP-Link路由器存在安全风险。
2024年6月14日，美国国际贸易委员会（ITC）发布了一项初步裁定，对特定Wi-Fi路由器、Wi-Fi设备、网状Wi-Fi网络设备及其硬件和软件组件作出337部分终裁。
如果本案存在侵权，建议对中国广东普联技术有限公司、中国香港TP-Link Corporation Limited、美国TP-Link USA Corporation、美国TP-Link Research Institute USA Corp出口到美国或在美销售的涉案产品发布有限排除令，对列名被告发布禁止令。这意味着，如果侵权的话，TP-LINK的相关产品将被禁止在美国销售。
2024年10月3日，美國國際貿易委員會（ITC）發佈公告，對特定Wi-Fi路由器、Wi-Fi設備、Mesh Wi-Fi網路設備及其硬體和軟體組件（Certain Wi-Fi Routers, Wi-Fi Devices, Mesh Wi-Fi Network Devices, and Hardware and Software Components Thereof，調查編碼：337-TA-1361）作出337部分終裁：批准雙方於2024年9月10日提出基於和解的終止調查申請，本案調查終止。
2024年12月18日，美国媒体报道称美国商务部、国防部和司法部已对TP-Link展开单独调查。中华人民共和国商务部发言人何咏表示强烈反对美国以国家安全的名义打压中国企业，批评调查“搞有罪推定”。

## 外部連結
- 官方网站
- （简体中文）TP-Link中国大陆（页面存档备份，存于）
- （繁體中文）TP-Link台湾（页面存档备份，存于）
- （美式英语）TP-Link美国 （页面存档备份，存于）